# Yves van Rode de Schellebrouck
Yves Bernard Joseph van Rode de Schellebrouck (Doornik, 23 mei 1763 - Menen, 29 januari 1852) was een Zuid-Nederlands edelman en officier.

## Geschiedenis
De Rode (of Van Rode(n), of De Roode of van Roode) was een notabele familie, onder wie verschillende ridders, uit het Doornikse en Noord-Frankrijk, waarvan de stamboom opklom tot in de veertiende eeuw. 
Ridder Wouter van Rode werd vermeld als strijder in de Guldensporenslag. Verschillende heren van Rode behoorden tot de hofhouding van Gewijde van Dampierre. In 1329 was ridder Philippe de Rode raadsheer van graaf Lodewijk van Nevers. In 1336 was een ridder Jan van Rode betrokken bij een slag tegen de Engelsen bij Cadzand.  
De opeenvolgende familievaders waren:
- Thomas de Rode (rond 1400), x Marie Gramaye.
  - Jean de Roode.
    - N. de Roode.
      - Gilles de Roode, x N. de Cologne.
        - Josse de Roode (†1524), schepen van Brugge (1503-1520) x Anne de Cordes de Watripont.
          - Adrien de Roode x Usabeau du Rys.
            - Jean van Roode (†1581) de Oude, x Paschine Cousyns.
              - Lievin van Roode, x Claire Desplux.
                - Pierre van Roode, x Marie Hannekart.
                  - Jean van Roode (1580-1651), schepen en burgemeester van Aat,

x Jeanne Cocquiel. 
- -     -       -         -           -             -               -                 -                   -                     - Denis van Roode (1625-1675), schepen van Doornik, x Marie-Madeleine de Calonne. 
                      - Ignace-François van Roode (1653-1713), x Anne-Louise de Flines. Hij was advocaat en referendaris in Doornik.
                        - Seraphin-Ignace van Roode (1689-1774), x Madeleine Cambier. In 1758 verleende keizerin Maria Theresia hem erfelijke adel.
                          - Ghislain-Gaspard van Rode, heer van Schellebrouck, algemeen belastingscontroleur in Doornik, x Marie-Bernardine Falligan.
                          - Denis-Benoît van Roode (1724-1811), x Amélie de la Hamayde.
                            - Denis-Joseph van Roode (1747-1817) x Jacqueline Remy de Cantin (1747-1832). Ze hadden vier dochters.

## Levensloop
Yves van Rode, zoon van Ghislain-Gaspard (zie hierboven) doorliep een militaire carrière. Hij werd kapitein bij een Waals grenadiersregiment in dienst van de Verenigde Provincies en werd vleugeladjudant van de stadhouder, later koning Willem I van Nederland. Bevorderd tot kolonel, werd hij plaatscommandant in Menen. Onder het Belgisch koninkrijk werd hij generaal-majoor.
In 1821, onder het Verenigd Koninkrijk der Nederlanden, werd hij erkend in de erfelijke adel met de titel baron, overdraagbaar bij eerstgeboorte.
Hij trouwde in 1792 met Antoinette de Ferrare (1768-1843), dochter van een kapitein bij het regiment van Arberg. Onder hun vier kinderen hadden ze:
- Charles van Rode (1796-1866), die generaal-majoor werd. Hij was getrouwd met Julie Keingiaert de Gheluvelt. Zij hadden:
  - Charles de Rode (1827-1893), werkzaam bij de spoorwegen.
  - Eugène de Rode (1831-1895), luitenant-generaal.

In 1907 was de familie uitgestorven.